# Telmatoscopus
Telmatoscopus is een muggengeslacht uit de familie van de motmuggen (Psychodidae).

## Soorten
- T. advenus (Eaton, 1893)
- T. albipunctatus (Williston, 1893)
- T. ambigus (Eaton, 1893)
- T. apicalis Sara, 1953
- T. arnaudi Quate, 1955
- T. bartolii (Salamanna, 1974)
- T. bosnicus (Krek, 1977)
- T. britteni Tonnoir, 1940
- T. carpaticus Jezek, 1988
- T. carthusianus (Vaillant, 1972)
- T. castrensis Sara, 1950
- T. collarti (Vaillant, 1972)
- T. dendrophilus Vaillant, 1983
- T. falcariformis (Wagner, 1977)
- T. gressicus (Vaillant, 1972)
- T. havelkai (Wagner, 1975)
- T. incanus Nielsen, 1964
- T. labeculosus (Eaton, 1893)
- T. latipennis Quate, 1960
- T. laurenci Freeman, 1953
- T. ligusticus Sara & Salamanna, 1967
- T. macdonaldi Quate, 1960
- T. macneilli Quate, 1955
- T. morulus (Eaton, 1893)
- T. mucronatus (Vaillant, 1972)
- T. nebraskensis Quate, 1955
- T. niger (Banks, 1894)
- T. olympia (Kincaid, 1897)
- T. orbiculatus (Krek, 1971)

- T. parvulus Vaillant, 1960
- T. patibulus Quate, 1955
- T. ramae (Krek, 1977)
- T. relictus Vaillant, 1975
- T. ruehmi (Elger, 1979)
- T. schlitzensis (Wagner, 1975)
- T. seguyi Vaillant, 1990
- T. similis Tonnoir, 1922
- T. subtilis Quate, 1960
- T. superbus (Banks, 1894)
- T. svaneticus Jezek, 1988
- T. tetraspiculatus (Jezek & Goutner, 1993)
- T. vaillanti Withers, 1986
- T. varitarsis (Curran, 1924)
- T. verbassicus (Krek, 1977)
- T. verneysicus (Vaillant, 1972)
- T. vestitus Vaillant, 1973
- T. vourzinicus (Vaillant, 1972)
- T. wagneri (Salamanna, 1982)